# خريف

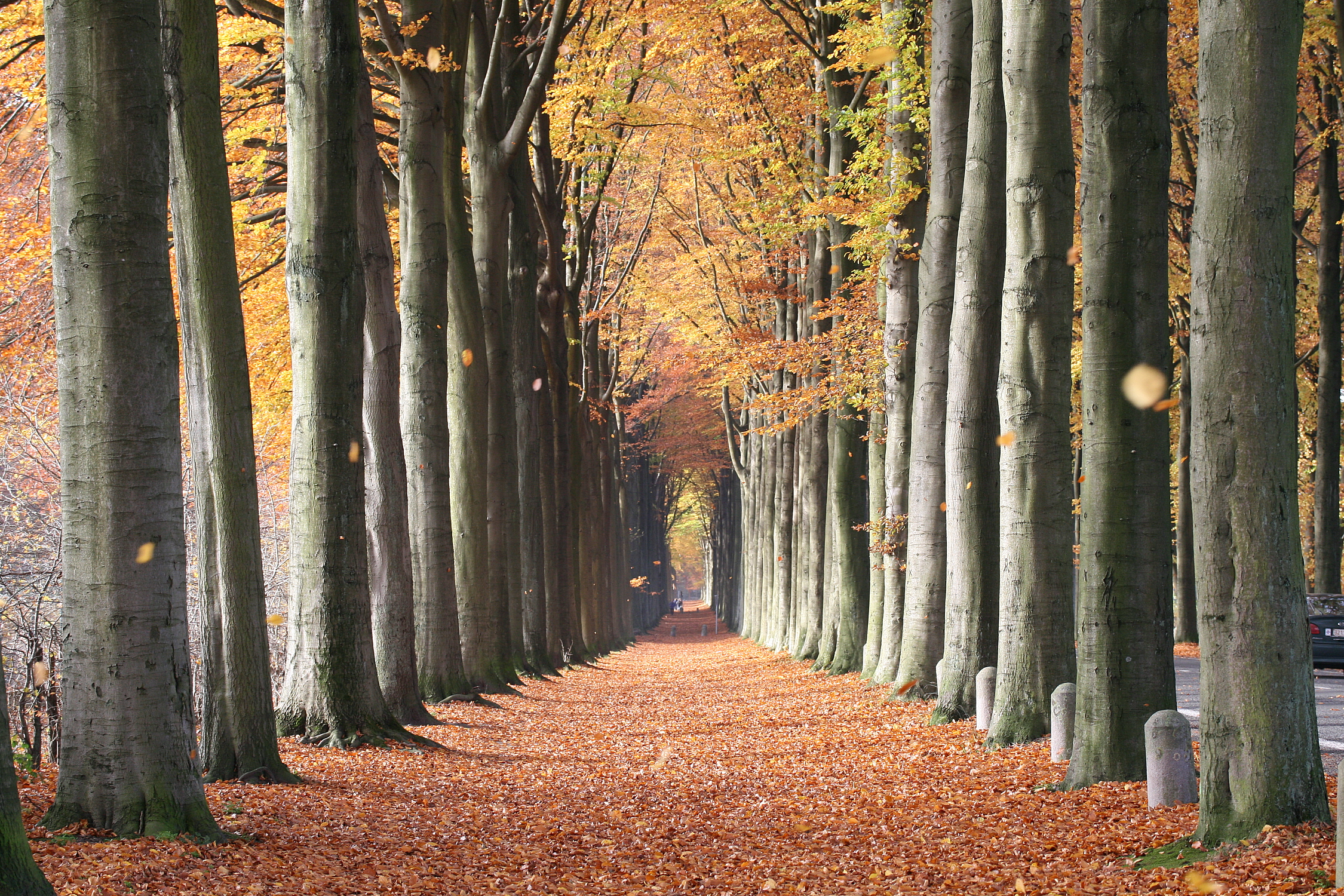
طريق من

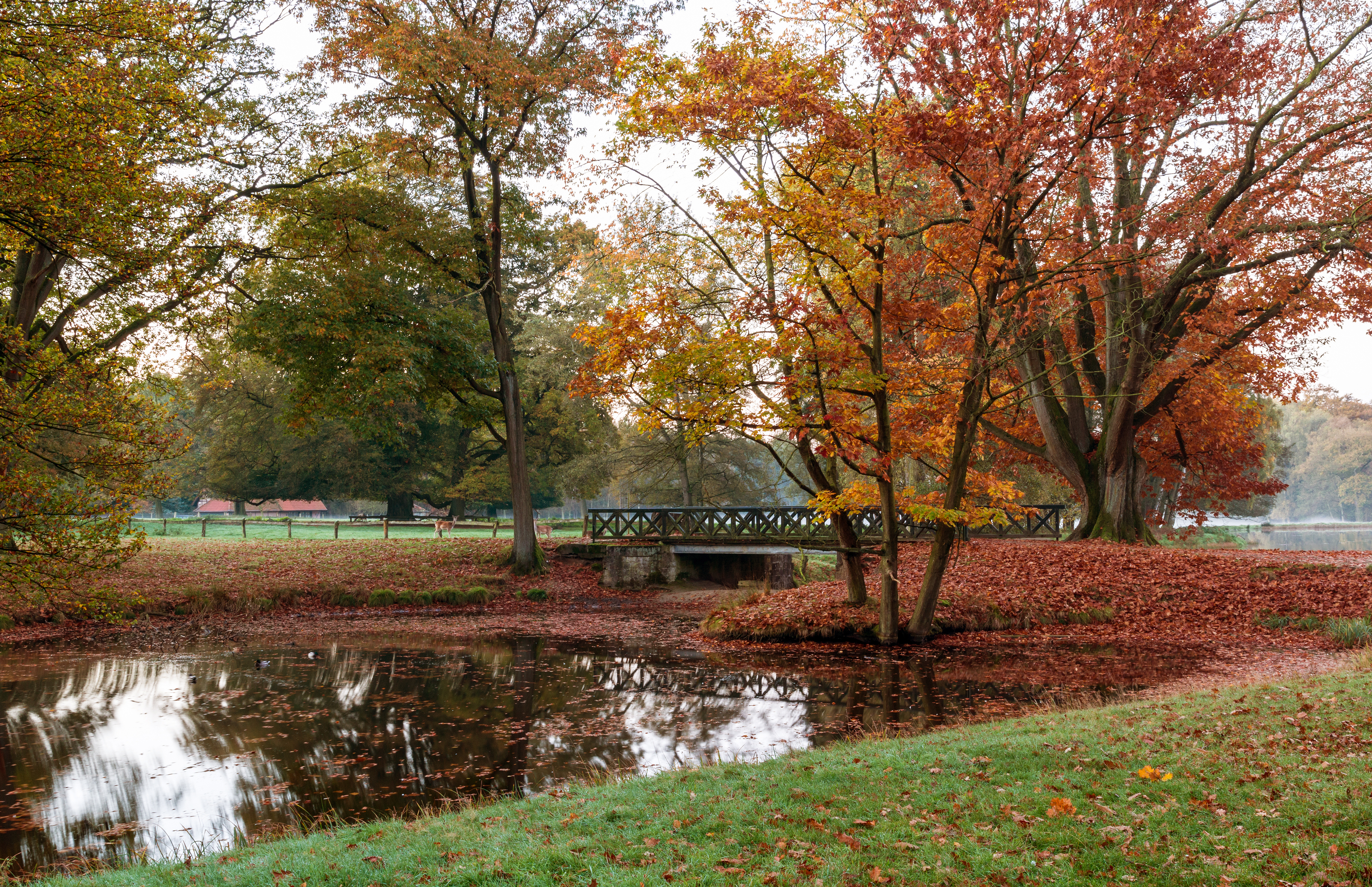
حديقة في مدينة دولمن الألمانية.

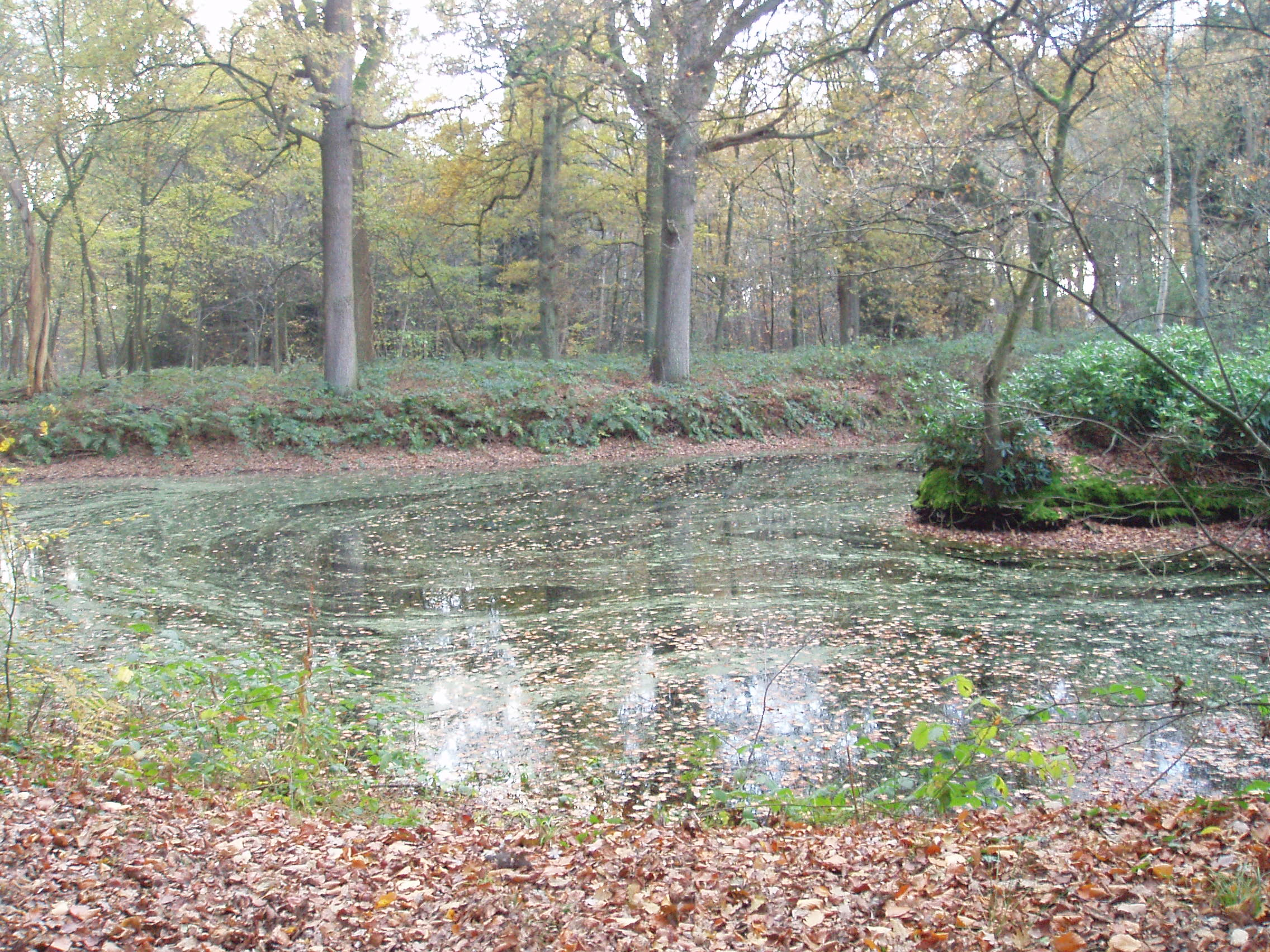
مجمع طبيعي هولندي.

الخريف فصل من فصول السنة الأربعة في المناطق المعتدلة وهو يتبع الصيف ويليه الشتاء. توجد عدة تعاريف لفصل الخريف، منها ما هو فلكي (بداية الاعتدال الخريفي)، مناخي («نصف فصل» بين الفصل الحار والفصل البارد) وتقويمي (حيث تختلف التواريخ حسب البلدان). ويمتد هذا الفصل في نصف الأرض الشمالي من أواخر الربع الثالث إلى قرب نهاية الربع الأخير، أما في نصف الكرة الجنوبي، فهو يبدأ مع نهاية الربع الأول ويمتد حتى أواخر الربع الثاني.
يتميز الخريف بهبوط ملحوظ في درجات الحرارة، فيه تصبح السماء مغيمة، ممطرة وريحية، وأحيانا مثلجة في أواخر الفصل. ورغم ذلك قد تكون الأجواء صافية ومشمسة خلال عدة أيام خصوصاً في أوائل الفصل. وخلال وسط نوفمبر في نصف الأرض الشمالي أو منتصف مايو في نصف الكرة الجنوبي، بعد التجلد الأول، قد تحدث حسب السنوات فترة من الطقس الصحو الذي يسمى في أوروبا صيف القديس مارتين (يحتفل به يوم 11 نوفمبر) وفي أمريكا الشمالية يطلق عليه اسم الصيف الهندي.

## التعريف

### فلكيا

الفصول على الأرض

من وجهة النظر الفلكية يتناسب الخريف مع الأيام الأطول من السنة (فصل الصيف) والأقصر (فصل الشتاء). في نصف الأرض الشمالي يمتد الفصل من 7 أغسطس إلى 7 نوفمبر، أما الاعتدال الخريفي (22 أو 23 سبتمبر) (استثناء 21 أو 24 سبتمبر) في النصف الشمالي للأرض يعتبر اليوم الأوسط من فصل الخريف الفلكي.
أما في الجنوب الأرضي فيحدث العكس ليبدأ الخريف الجنوبي من 7 فبراير إلى 7 مايو، ويكون اليوم الأوسط في الفصل هو يوم 20 أو 21 مارس، يوم الاعتدال الخريفي.

### مناخيا
أما من الناحية المناخية، فإن الخريف «نصف فصل» يوجد بين الفصل الحار والفصل البارد. ففي نصف الكرة الشمالي، يتضمن الفصل كلا من سبتمبر وأكتوبر ونوفمبر، أو بالتحديد لدى علماء المناخ من فاتح سبتمبر إلى 30 نوفمبر. أما في نصف الأرض الجنوبي، فهذا القسم من السنة يناسب شهور مارس وأبريل ومايو، أو بالتحديد من 1 مارس إلى 31 مايو.

### تقويميا
قد تختلف التواريخ الرسمية لبداية ونهاية الخريف حسب الثقافات والبلدان. في التقويم الغريغوري المستخدم في أغلب بلدان أوروبا والمغرب العربي يبدأ الخريف يوم الاعتدال الخريفي (غالباً 22 أو 23 سبتمبر حسب السنوات). أما في روسيا فيبدأ الخريف التقويمي يوم 1 سبتمبر وينتهي في 30 نوفمبر، وفي نيوزيلندا وأستراليا يوم 1 مارس وينتهي في 31 مايو، ما يوافق الخريف المناخي. أما في التقويم الإيرلندي الكلتي القديم يبدأ منذ فاتح أغسطس، وعن التقويم الصيني فهو يبدأ يوم 7 أغسطس، ما يوافق البداية الفلكية للخريف.

## المميزات

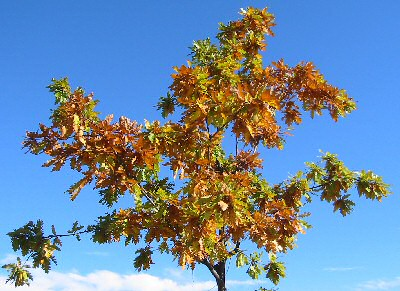
أوراق سنديان أشعر خلال فصل الخريف في تولوز

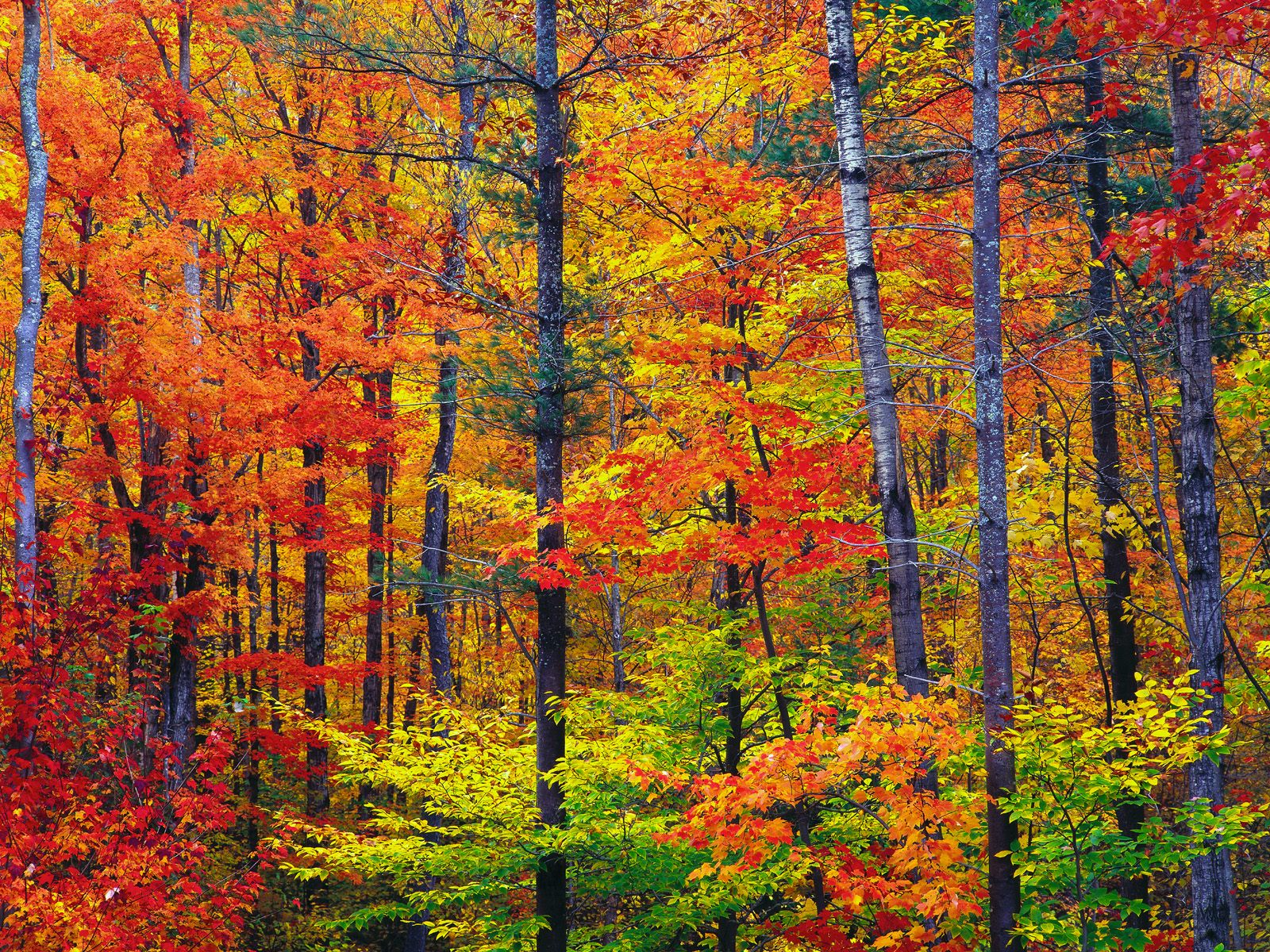
ألوان الخريف في نيو هامبشير

### التفسير المناخي
في الخريف تتضاءل نسبة التشميس ويزداد التركيز الحراري بين القطب المائل عكس الشمس وخط الاستواء. يبدأ دوران الغلاف الجوي الذي توقف عند المنطقة القطبية بالانزياح نحو خطوط العرض المتوسطة. وكنتيجة لذلك تتحرك المنخفضات الجوية أكثر نحو الجنوب (بالنسبة للنصف الشمالي، نحو الشمال بالنسبة للنصف الجنوبي) ويبدأ الهواء البارد بالدخول على هذه المناطق وتكوين الجليد. أما في بعض مناطق الأرض (الولايات المتحدة وكندا وأوروبا) يمتد هدوء وتلطف نسبي لمدة عدة أيام إلى عدة أسابيع يسبب ارتفاع في درجات الحرارة تصل في بعض الأحيان إلى درجات حرارة الصيف، لذلك تسمى هذه الفترة في أوروبا بـصيف القديس مارتين وفي كندا بالصيف الهندي. وتحدث هذه الظاهرة في أكتوبر أو أوائل نوفمبر في النصف الشمالي، وفي أبريل وبداية مايو في النصف الجنوبي.

### الغطاء النباتي
في الخريف تتحضر الأشجار النفضية للمرور إلى طور السكون الشتوي وتخزن ما يكفي لإنتاج البراعم خلال صعود العصارة في فصل الربيع، ثم تتخلص هذه الأشجار من أوراقها الحساسة التي قد تتجمد فتصبح غير قادرة على النمو مجددا خلال الربيع القادم. تأخد الأشجار المواد المعدنية الموجودة في الأوراق وتخزنها أو تعيد تدويرها لأجل فصل الربيع. تخسر الأوراق مادة الكلوروفيل ما يسمح بظهور ألوان أخرى كانت حاضرة سابقا لكنها مخفية بسبب لون المادة الخضراء القوية. وقد يكون التلون الجديد أصفر أو برتقالي (وجود كاروتينات) أو أحمر (وجود أنثوسيان). في نصف الأرض الشمالي يكون الخريف موعد الحصاد، خصوصاً زراعات الصيف: ذرة، دوار الشمس… وفواكه من كل الأنواع: تفاح، إجاص، سفرجل، وفواكه جافة مثل البلوط والجوز. ويعتبر فصل الخريف موعدا ممتازا للحراثة.

## الارتباطات

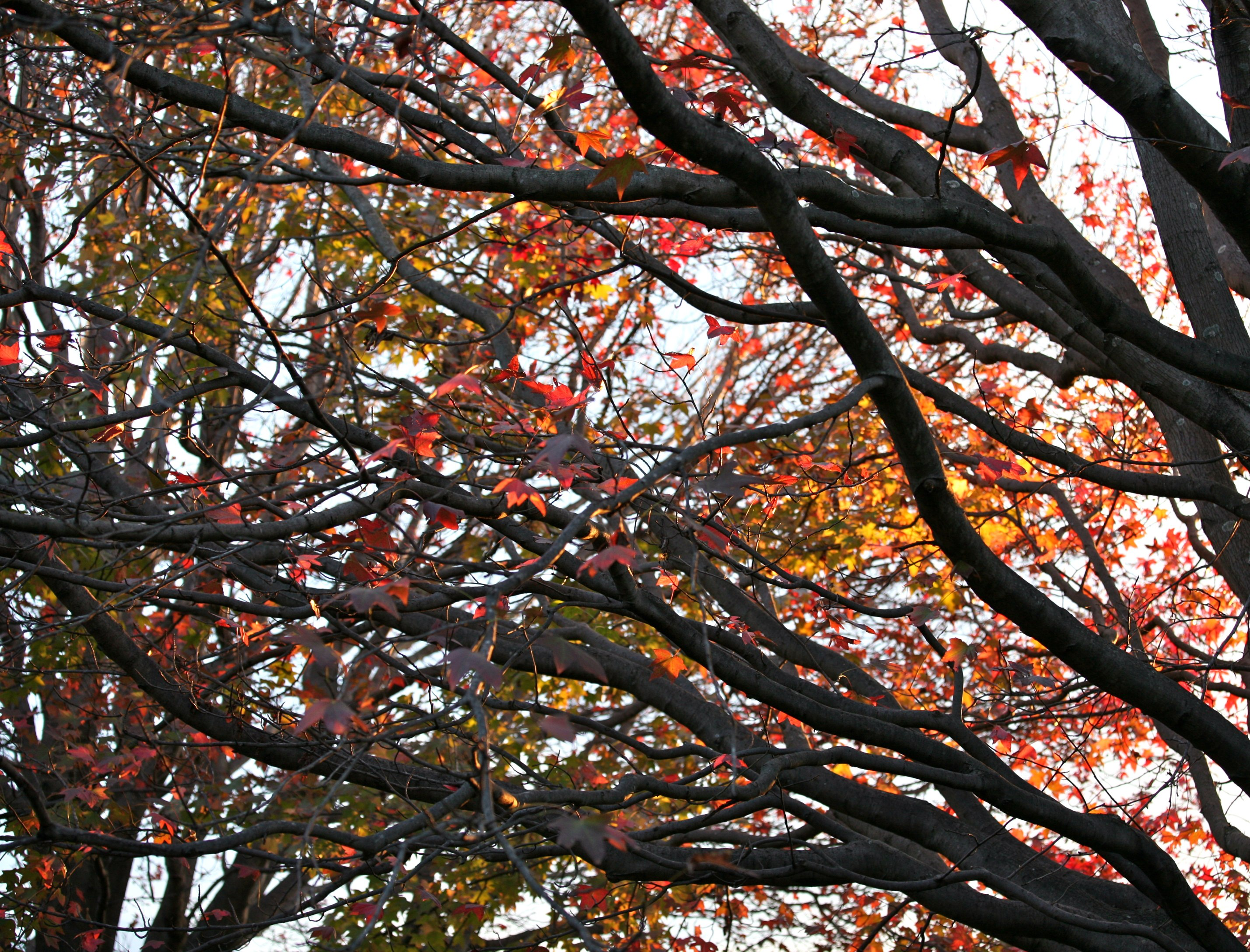
مشهد خريفي في سيدني

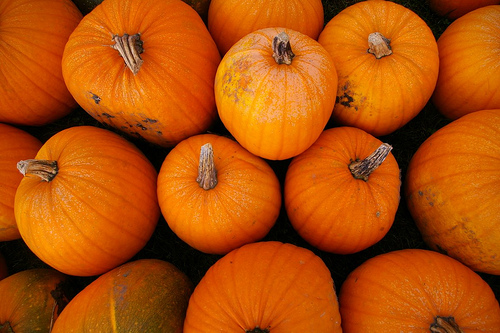
يقطينات هالوين

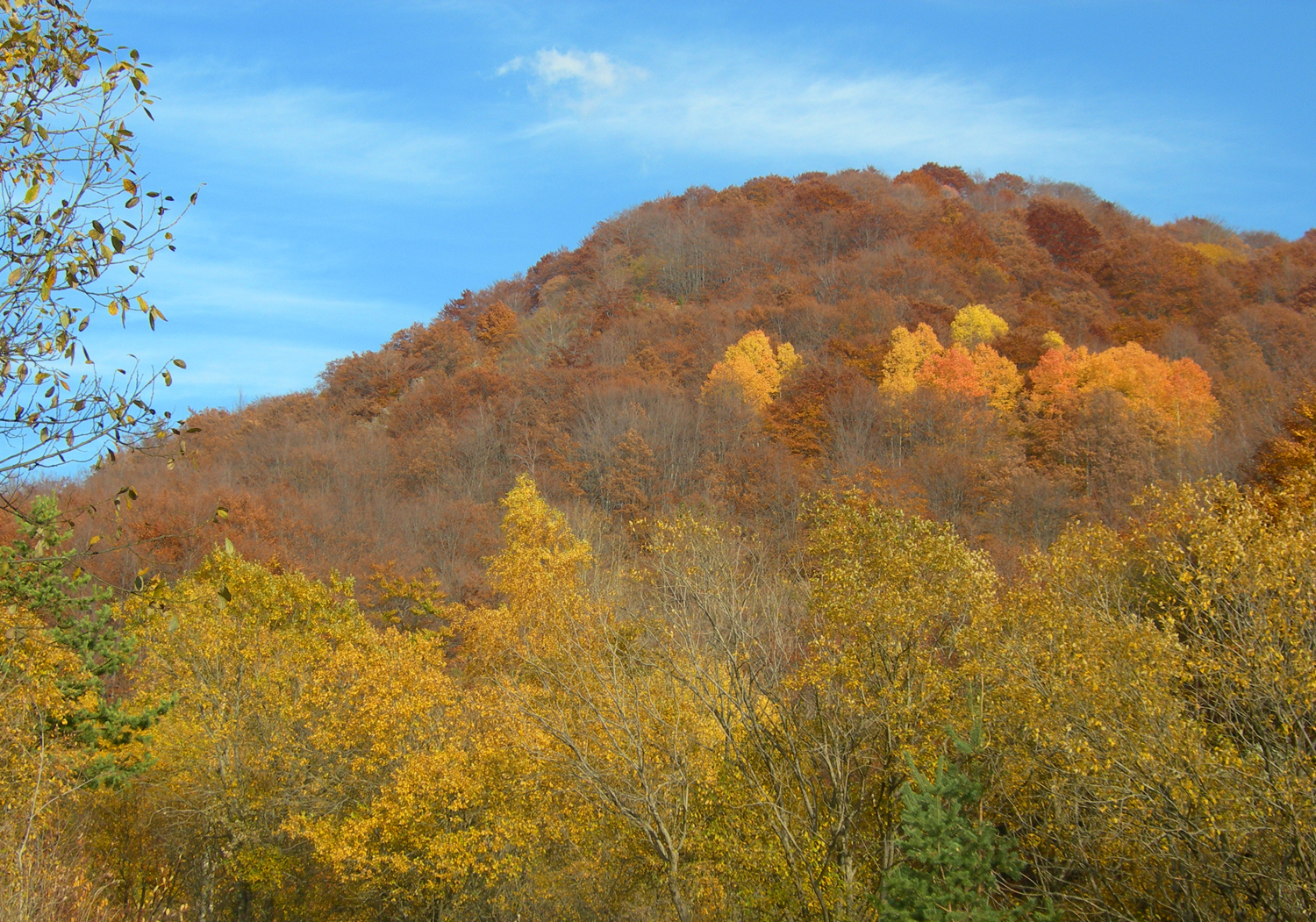
هضبة غابوية في بلغاريا

يرتبط الخريف بفترة الحصاد ثم فترة الحراثة التي تليها، وكذلك بهالوين (المتأثر بمهرجان سامهين الخريفي الكلتي)، وكذلك تبدأ الحركة التسويقية. فهالوين يحل في الخريف في شمال الكرة الأرضية. تستغل شركات قنوات التلفاز، الأفلام، الكتب، الألبسة، تزيين المنازل وصناعة الحلوى هذه الفترة من العام لتسويق منتوجاتها في أجل مغلق ينتهي بمجرد نهاية العيد ويبدأ التركيز على عيد الميلاد، بينما يبدأ التحضير له منذ أوائل سبتمبر.
يرتبط الخريف ارتباطا وثيقا بنهاية عطلة الصيف وبداية أول يوم دراسي، خصوصاً للأولاد والبنات في التعليم الأساسي والثانوي. عندها تبدأ إعلانات «العودة إلى المدارس» وتنطلق الاستعدادات في الأسابيع المؤدية إلى بداية الخريف.
يصادف عيد الفصح فصل الخريف في نصف الأرض الجنوبي. أما عيد الشكر فهو عيد وطني يحتفل به في كندا في الإثنين الثاني من أكتوبر، في الولايات المتحدة خلال الخميس الرابع من نوفمبر، وفي بعض جزر الأنتيل وليبيريا. وقد تجري احتفالات شبيهة به في ألمانيا واليابان.

## معرض صور

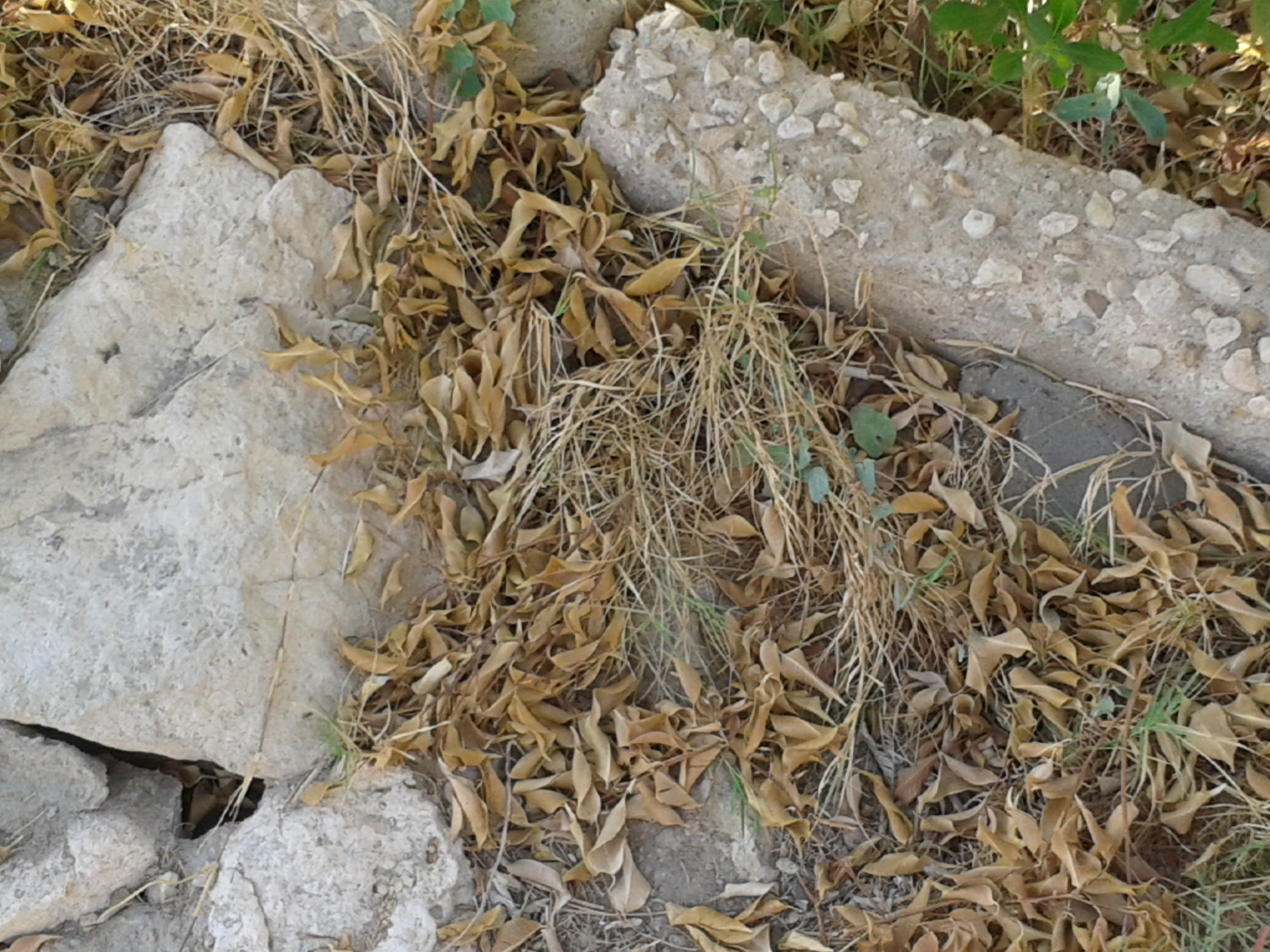
أوراق النباتات الميتة أهم ما يميز فصل الخريف
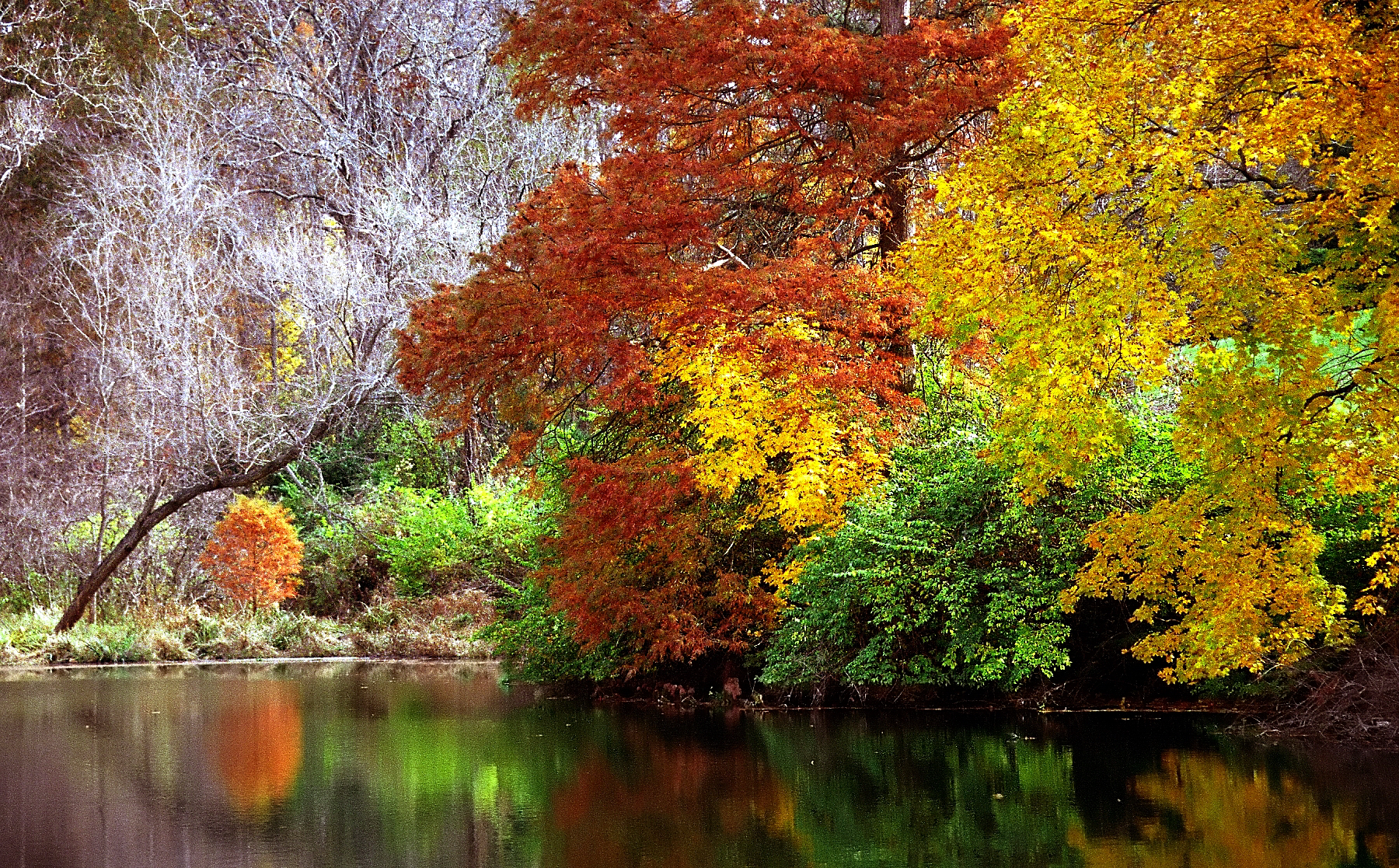
منظر متعدد الألوان في سينسيناتي
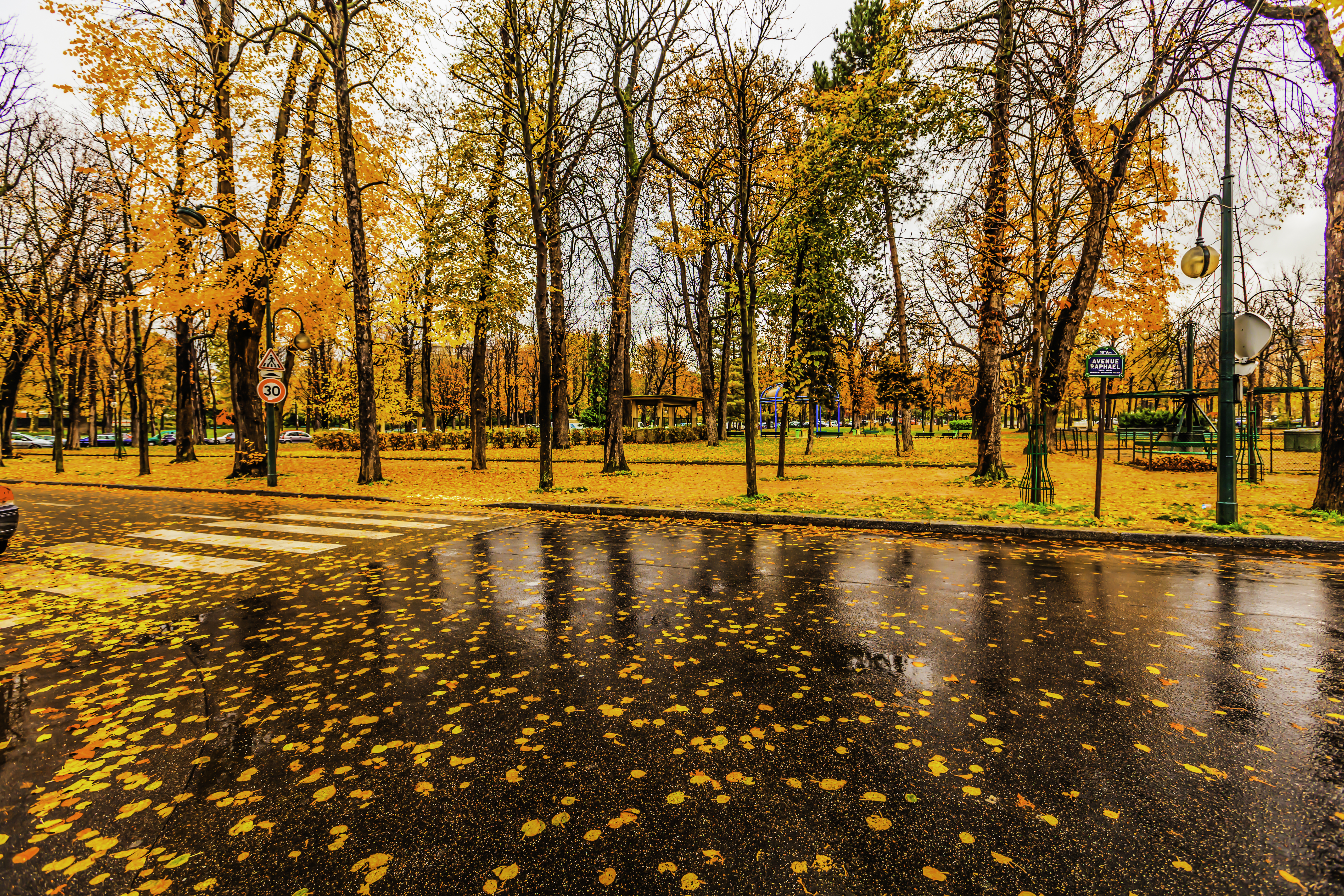
باريس بعد أمطار الخريف
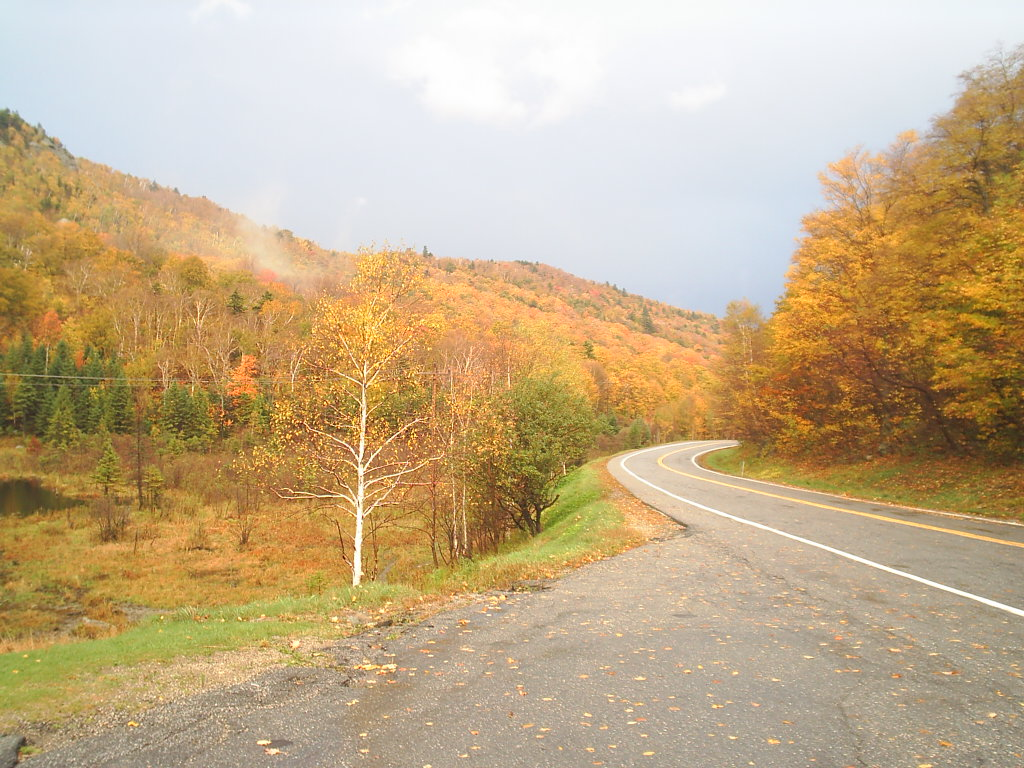
ألوان الخريف على طول الطريق
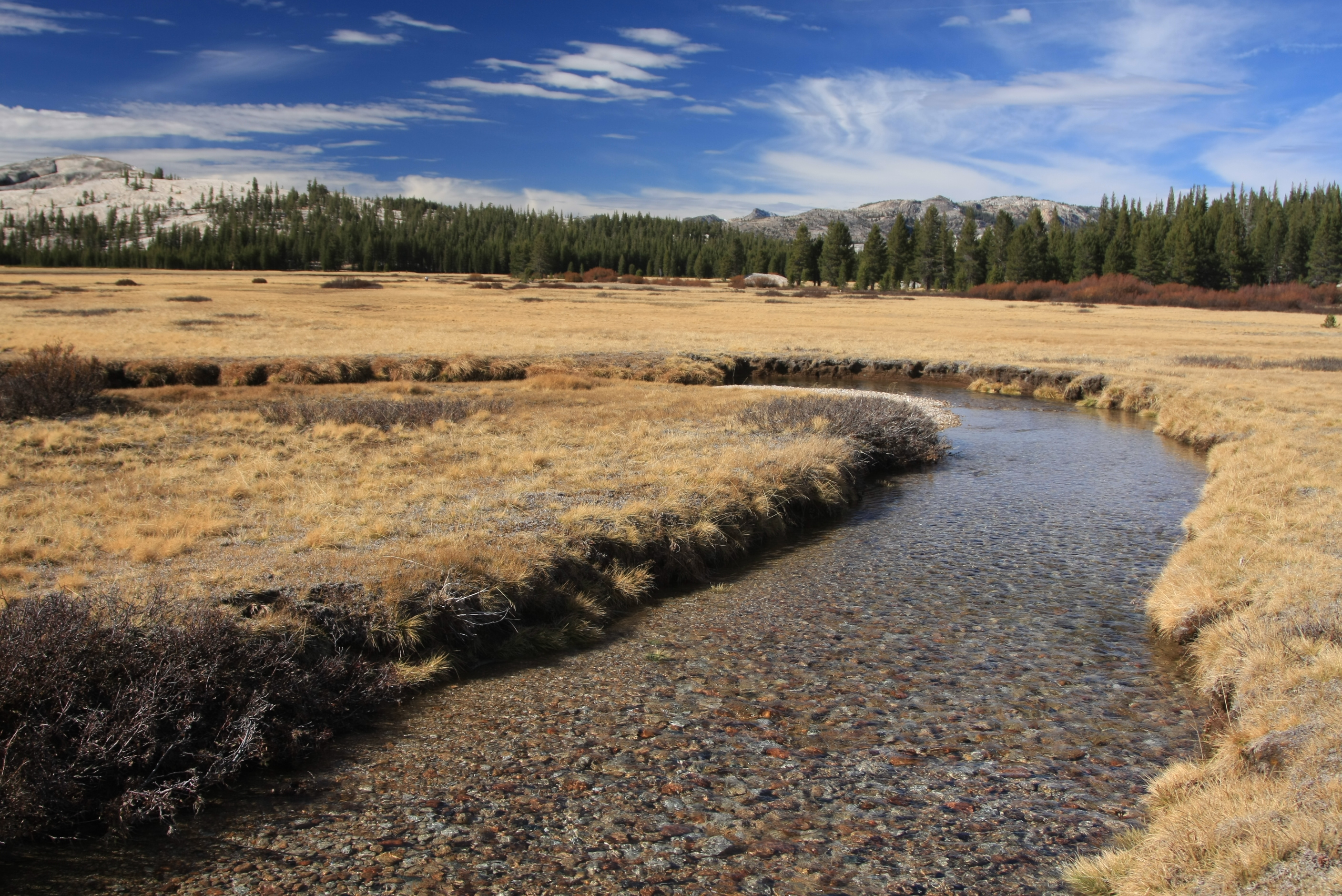
أجواء الخريف قرب نهر صغير
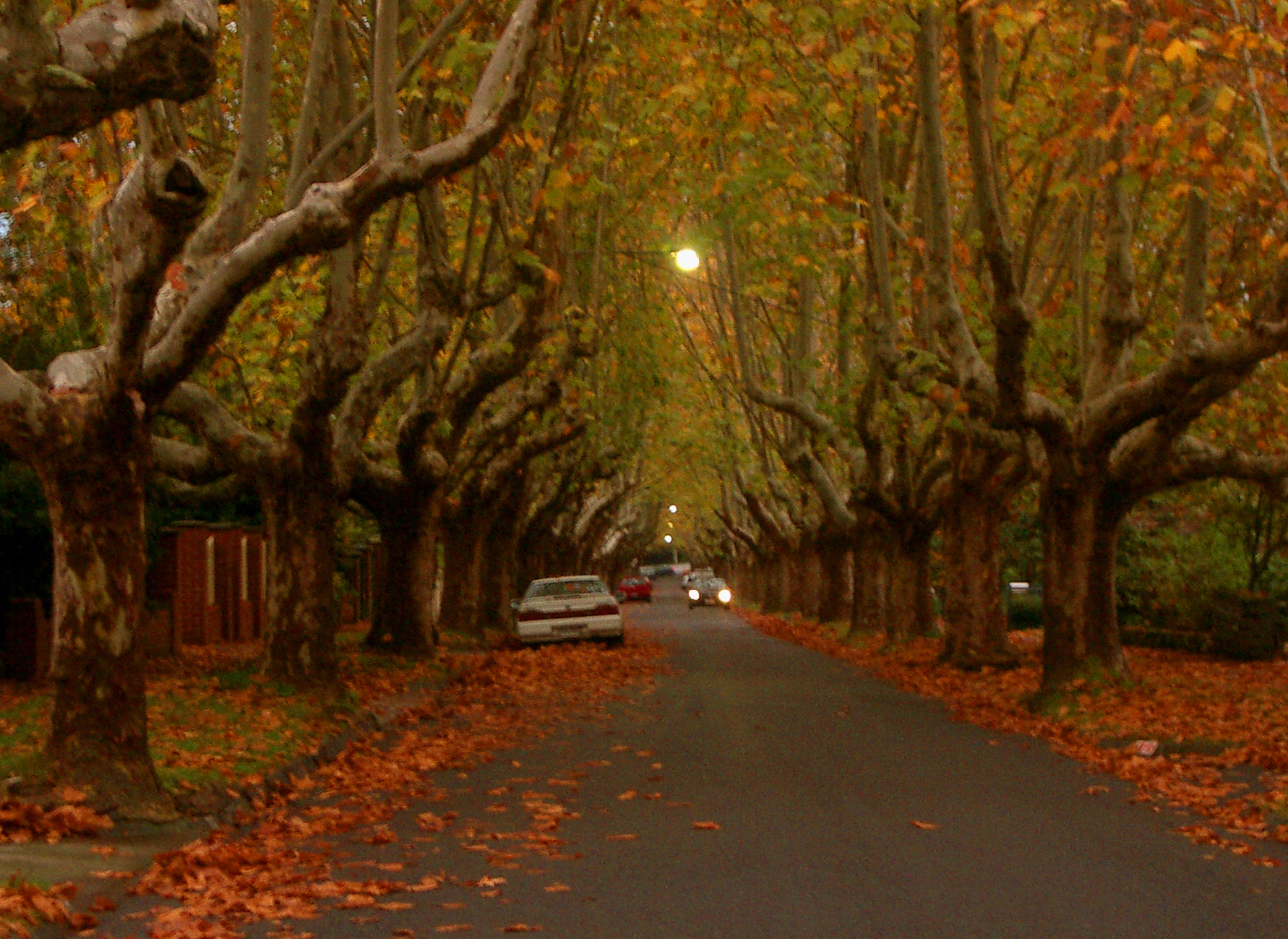
ممر فيكتوريا في كانتربوري خلال فصل الخريف